# Jai Hindley
Jai Hindley (Perth, Australia, 5 de mayo de 1996) es un ciclista profesional australiano que desde 2022 corre para el equipo Red Bull-BORA-hansgrohe.
Destaca por ser un ciclista habituado a competir en grandes vueltas, habiendo ganado el Giro de Italia 2022. También, ha sido segundo en la edición del 2020, y ha sido top-10 en el Tour de Francia y en la Vuelta a España. Además, ha conseguido etapas tanto en el Tour como en el Giro, asimismo de haber portado el maillot amarillo.

## Carrera deportiva

### 2022: Giro de Italia
Tras el podio en el Giro de Italia 2020, partió como uno de los favoritos de la carrera. En la 9.ª etapa, consiguió la victoria de la misma, al vencer al esprint a un grupo reducido de ciclistas. En la 20.ª etapa con final en la Marmolada, consiguió ponerse como líder de la clasificación general. Un día después, se confirmó como vencedor de la clasificación general del Giro de Italia 2022, tras finalizar 15.º en la contrarreloj final de Verona. De esta manera, se convirtió en el primer australiano en ganar el Giro.

### 2023: Etapa y maillot amarillo en el Tour
En el Tour de Francia 2023, consiguió vencer en la 5.ª etapa tras una escapada, lo que le valió también para ser el maillot amarillo. En la siguiente etapa, cedió el maillot de líder, colocándose de maillot amarillo Jonas Vingegaard. Finalmente, acabó el Tour de Francia en 7.ª posición.

### 2025: Abandono en el Giro
Acudió al Giro de Italia como segundo líder del equipo, por detrás de Primož Roglič. En la 6.ª etapa con final en Nápoles, se vio inmerso en una caída a falta de 70 kilómetros, lo que le provocó abandonar la carrera. La caída le produjo una conmoción cerebral y una fractura de vértebra.

## Palmarés
2016
- Gran Premio Capodarco

2017
- Toscana-Terra di ciclismo-Coppa delle Nazioni
- 1 etapa del Giro Ciclistico d'Italia
- Tour de Fuzhou, más 1 etapa

2020
- Herald Sun Tour, más 2 etapas
- 2.º en el Giro de Italia, más 1 etapa

2022
- Giro de Italia , más 1 etapa

2023
- 1 etapa del Tour de Francia

## Resultados

### Grandes Vueltas
| Carrera | Carrera         | 2017 | 2018 | 2019 | 2020 | 2021 | 2022 | 2023 | 2024 | 2025 |
| ------- | --------------- | ---- | ---- | ---- | ---- | ---- | ---- | ---- | ---- | ---- |
|         | Giro de Italia  | —    | —    | 35.º | 2.º  | Ab.  | 1.º  | —    | —    | Ab.  |
|         | Tour de Francia | —    | —    | —    | —    | —    | —    | 7.º  | 18.º | —    |
|         | Vuelta a España | —    | 32.º | —    | —    | —    | 10.º | —    | —    | —    |

—: no participa

Ab.: abandono

### Vueltas menores
| Carrera | Carrera                | 2017 | 2018 | 2019 | 2020 | 2021 | 2022 | 2023 | 2024 | 2025 |
| ------- | ---------------------- | ---- | ---- | ---- | ---- | ---- | ---- | ---- | ---- | ---- |
|         | Tour Down Under        | 25.º | —    | 18.º | 18.º | X    | X    | 16.º | —    | —    |
|         | París-Niza             | —    | —    | —    | —    | 18.º | —    | —    | —    | —    |
|         | Tirreno-Adriático      | —    | —    | —    | 13.º | —    | 5.º  | 15.º | 3.º  | 5.º  |
|         | Volta a Cataluña       | —    | 71.º | —    | —    | Ab.  | 13.º | 8.º  | —    | —    |
|         | Vuelta al País Vasco   | —    | 57.º | 38.º | —    | —    | —    | —    | 12.º |      |
|         | Tour de Romandía       | —    | —    | —    | X    | —    | —    | —    | 28.º |      |
|         | Critérium del Dauphiné | —    | —    | —    | —    | —    | —    | 4.º  | 20.º |      |
|         | Tour de Polonia        | —    | —    | 2.º  | 18.º | 7.º  | —    | —    | —    |      |

—: no participa

Ab.: abandono

### Clásicas, campeonatos y JJ. OO.
| Carrera                 | Carrera                 | 2017 | 2018 | 2019 | 2020 | 2021 | 2022 | 2023 | 2024 | 2025 |
| ----------------------- | ----------------------- | ---- | ---- | ---- | ---- | ---- | ---- | ---- | ---- | ---- |
| Strade Bianche          | Strade Bianche          | —    | —    | 48.º | —    | —    | 18.º | —    | —    | —    |
| Amstel Gold Race        | Amstel Gold Race        | —    | —    | —    | X    | —    | —    | 12.º | —    |      |
| Flecha Valona           | Flecha Valona           | —    | —    | —    | —    | —    | 26.º | —    | —    |      |
|                         | Lieja-Bastoña-Lieja     | —    | —    | —    | —    | —    | —    | 83.º | 52.º |      |
| Clásica San Sebastián   | Clásica San Sebastián   | —    | 56.º | —    | X    | 26.º | —    | —    | —    |      |
| Cyclassics Hamburg      | Cyclassics Hamburg      | —    | 86.º | —    | X    | X    | —    | —    | —    |      |
| Bretagne Classic        | Bretagne Classic        | —    | —    | —    | —    | 26.º | —    | 53.º | 88.º |      |
| Gran Premio de Quebec   | Gran Premio de Quebec   | —    | —    | 92.º | X    | X    | —    | 62.º | 42.º |      |
| Gran Premio de Montreal | Gran Premio de Montreal | —    | —    | 70.º | X    | X    | —    | 30.º | 10.º |      |
|                         | Giro de Lombardía       | —    | 31.º | 47.º | 65.º | —    | —    | 44.º | 24.º |      |
| Mundial en Ruta         | Mundial en Ruta         | —    | —    | —    | Ab.  | —    | 49.º | —    | 18.º |      |
| Oceanía en Ruta         | Oceanía en Ruta         | 3.º  | —    | —    | X    | X    | —    | —    | —    |      |
| Australia en Ruta       | Australia en Ruta       | —    | —    | —    | —    | —    | —    | —    | —    | 9.º  |

—: no participa

Ab.: abandono

## Equipos
- Attaque Gusto (01/2016-04/2016)
- Mitchelton-Scott (2017)
- Sunweb/DSM[1] (2018-2021)
  - Sunweb (2018-2020)
  - Team DSM (2021)
- Bora-Hansgrohe (2022-)
  - Bora-Hansgrohe (2022-2024)[9]
  - Red Bull-BORA-hansgrohe (2024-)[10]